# Setaria australiensis
Setaria australiensis là một loài thực vật có hoa trong họ Hòa thảo. Loài này được (Scribn. & Merr.) Vickery miêu tả khoa học đầu tiên năm 1951.